# Mikoyan-Gurevich MiG-1
Il Mikoyan-Gurevich MiG-1 (in caratteri cirillici Микояна и Гуревича МиГ-1) era un caccia monomotore ad ala bassa progettato dall'OKB 155 diretto congiuntamente da Artëm Ivanovič Mikojan e Michail Iosifovič Gurevič e sviluppato in Unione Sovietica negli anni quaranta.
Impiegato negli anni successivi dalla Voenno-vozdušnye sily (V-VS), l'Aeronautica militare dell'Unione Sovietica, venne utilizzato durante la seconda guerra mondiale progressivamente sostituito da modelli più moderni tra i quali il suo diretto sviluppo MiG-3.

## Storia del progetto
Le prime tracce del progetto che portò alla realizzazione del MiG-1 risalgono ai primi mesi del 1939 quando Nikolaj Nikolaevič Polikarpov, a capo dell'omonimo OKB, mise mano all'«Aereo Ch»: si trattava di un aereo da caccia ad elevate prestazioni da realizzare intorno al motore V12 Mikulin AM-37. Qualche mese dopo, mentre Polikarpov era impegnato con una delegazione statale in una visita di lavoro in Germania, fu deciso che una parte dei tecnici facenti parte del suo OKB sarebbero stati destinati al Dipartimento Sperimentale di Design costituito presso l'impianto industriale Numero 1 . A capo del nuovo ufficio fu messo Artëm Mikojan e del gruppo faceva parte anche Michail Gurevič che coordinava i lavori preliminari relativi all'«Aereo Ch»; il primo lavoro assegnato alla nuova struttura fu proprio lo sviluppo dell'«Aereo Ch» che nel frattempo aveva assunto la codifica aziendale «I-61» e al quale la V-VS aveva attribuito la designazione «I-200».
Dal punto di vista tecnico occorre rimarcare che, stanti gli iniziali problemi che afflissero lo sviluppo del motore AM-37, già dalla metà del 1939, fu scelto di equipaggiare il nuovo caccia con il precedente Mikulin AM-35A leggermente meno potente ma al momento maggiormente affidabile.
Erano gli ultimi giorni di gennaio del 1940 e al gruppo di lavoro di Mikojan fu assegnata una scadenza proibitiva: l'I-200 avrebbe dovuto al più presto lasciare i fogli da disegno per essere messo in produzione nel mese di marzo, epoca per la quale non era ancora nemmeno previsto il primo volo del prototipo. La difficoltà del compito assegnato emergeva dal confronto con altri OKB al lavoro per lo stesso scopo: il «115» di Aleksandr Sergeevič Jakovlev stava lavorando all'I-26 già da sei mesi mentre il «301», guidato da Semën Alekseevič Lavočkin, era ormai pronto a far volare il prototipo del suo I-21. Per di più il timore di un coinvolgimento sovietico nel conflitto recentemente scoppiato, si faceva ogni giorno più concreto. In questo contesto, a rimarcare l'importanza del lavoro affidato, le autorità statali decisero di conferire lo status di OKB anche al gruppo di Mikojan, assegnandogli ufficialmente il numero «155»; nell'occasione Mikojan, per la stima ed il rispetto che nutriva verso il collega e amico più anziano di lui, chiese che il cognome di Michail Gurevič fosse collegato al proprio nella denominazione ufficiale dell'OKB.
Grazie al lavoro frenetico di tutti i componenti del gruppo di lavoro, il prototipo fu in grado di rullare sulla pista di volo all'esterno dell'impianto produttivo il 30 marzo e si staccò dal suolo per il primo volo il giorno 5 aprile del 1940; poco meno di otto settimane dopo, il 24 maggio del 1940, l'aereo si sarebbe guadagnato il primato di velocità per un velivolo sovietico sfrecciando a circa 650 km/h nel cielo di Mosca.
Le prestazioni del velivolo, unite alla pressante volontà di Iosif Stalin di dotare la propria aviazione di un velivolo moderno, condussero le autorità statali a emettere un ordine di produzione il giorno 25 maggio, tra lo stupore preoccupato di tutto lo staff dell'OKB, timoroso di andare verso un clamoroso insuccesso: l'aereo era infatti ben lontano dall'essere pronto per l'impiego nei reparti, condizionato in particolare da problemi di stabilità (longitudinale e laterale) e carenza di armamento.
Le prove di volo con i prototipi dell'I-200 furono condotte ad un ritmo straordinario e fu presa la decisione di proseguire con il programma di produzione di pari passo con lo svolgimento di prove di aerodinamica da svolgersi nella nuova galleria del vento dello TsAGI; fu quindi confermato un ordine di produzione per 100 esemplari con la designazione MiG-1 (anche se c'è chi indica che la designazione sia stata ufficialmente attribuita solo retroattivamente, il 6 gennaio 1941), le cui consegne ebbero presto inizio tanto che i primi 20 velivoli furono a disposizione della V-VS entro la fine del 1940 e l'intera produzione fu completata entro il 5 dicembre.

### Sviluppo
I primi esemplari presi in carico dalla V-VS, nel settembre del 1940, furono assegnati al 146 IAP la cui base era presso la città di Eupatoria; si trattava di macchine sostanzialmente invariate rispetto ai prototipi, ancora prive delle modifiche raccomandate dai tecnici dell'Istituto di Ricerca Scientifica della V-VS. L'impatto con il nuovo aereo sui piloti del reparto, abituati ad aerei molto diversi come l'I-16, suscitò commenti che variavano tra l'apprezzamento per le prestazioni velocistiche e la critica verso la scarsa maneggevolezza; i contrattempi durante i voli di acclimatamento non furono rari, portando anche ad almeno due incidenti (di cui uno con esito fatale per il pilota) che causarono la distruzione dei velivoli.
Nel frattempo la produzione proseguiva, ma in condizioni piuttosto confusionarie: modifiche non apportate e standard produttivi non rispettati portarono all'intervento del Commissariato del popolo per l'industria aeronautica che dispose l'aggiornamento del progetto e l'adeguamento del processo produttivo. Il modello, aggiornato secondo le risultanze emerse nel corso delle diverse prove, fu messo in produzione a partire dal 101º esemplare uscito dalle linee di montaggio e denominato MiG-3.

## Tecnica

### Cellula
Consapevoli della carenza di duralluminio e acciai speciali i progettisti realizzarono il MiG-1 utilizzando una combinazione di metallo e legno, tipica per l'epoca in Unione Sovietica. Nello specifico la parte anteriore e centrale della fusoliera e la sezione centrale dell'ala erano realizzate in tubi d'acciaio di sezione ovale; a prua la struttura sosteneva il motore. Il rivestimento era realizzato con pannelli di duralluminio, fissati alla struttura mediante chiusure rapide Dzus, particolarmente accurati dal punto di vista aerodinamico nella parte che ricopriva il propulsore. La sezione posteriore della fusoliera era costituita da una semi-monoscocca in legno che integrava anche la deriva ed era rivestita interamente in bachelite.
L'abitacolo era disposto nella sezione centrale della fusoliera e terminava, all'altezza del bordo d'uscita dell'ala, raccordandosi con la parte posteriore; in questo modo il pilota veniva a trovarsi in corrispondenza dell'ala e la sua visuale verso il basso (in particolare nel corso delle manovre di decollo ed atterraggio) risultava ridotta. Il cupolino dei primi otto esemplari di serie era realizzato in polimetilmetacrilato incernierato a destra; dal nono esemplare in poi, si seguirono le indicazioni dei piloti realizzando un sistema di scorrimento all'indietro della parte centrale, con la parte anteriore che rimaneva fissa.
La sezione esterna dell'ala era realizzata con struttura in legno e compensato, con rivestimento in compensato e bachelite; presentava diedro positivo di 5° ed era dotata di ipersostentatori, realizzati in duralluminio con rivestimento in tela ed attuati per mezzo di un sistema pneumatico. In coda i piani orizzontali erano realizzati in duralluminio con rivestimento lavorante mentre il timone era rivestito in tela nella parte superiore e in metallo in quella inferiore.
Il carrello d'atterraggio era di tipo classico e retrattile: le gambe degli elementi principali erano incernierate al termine della parte metallica della struttura alare e si ritraevano verso l'interno, annegate completamente nello spessore dell'ala. Al posteriore il ruotino era anch'esso retrattile e sterzante.

### Motore

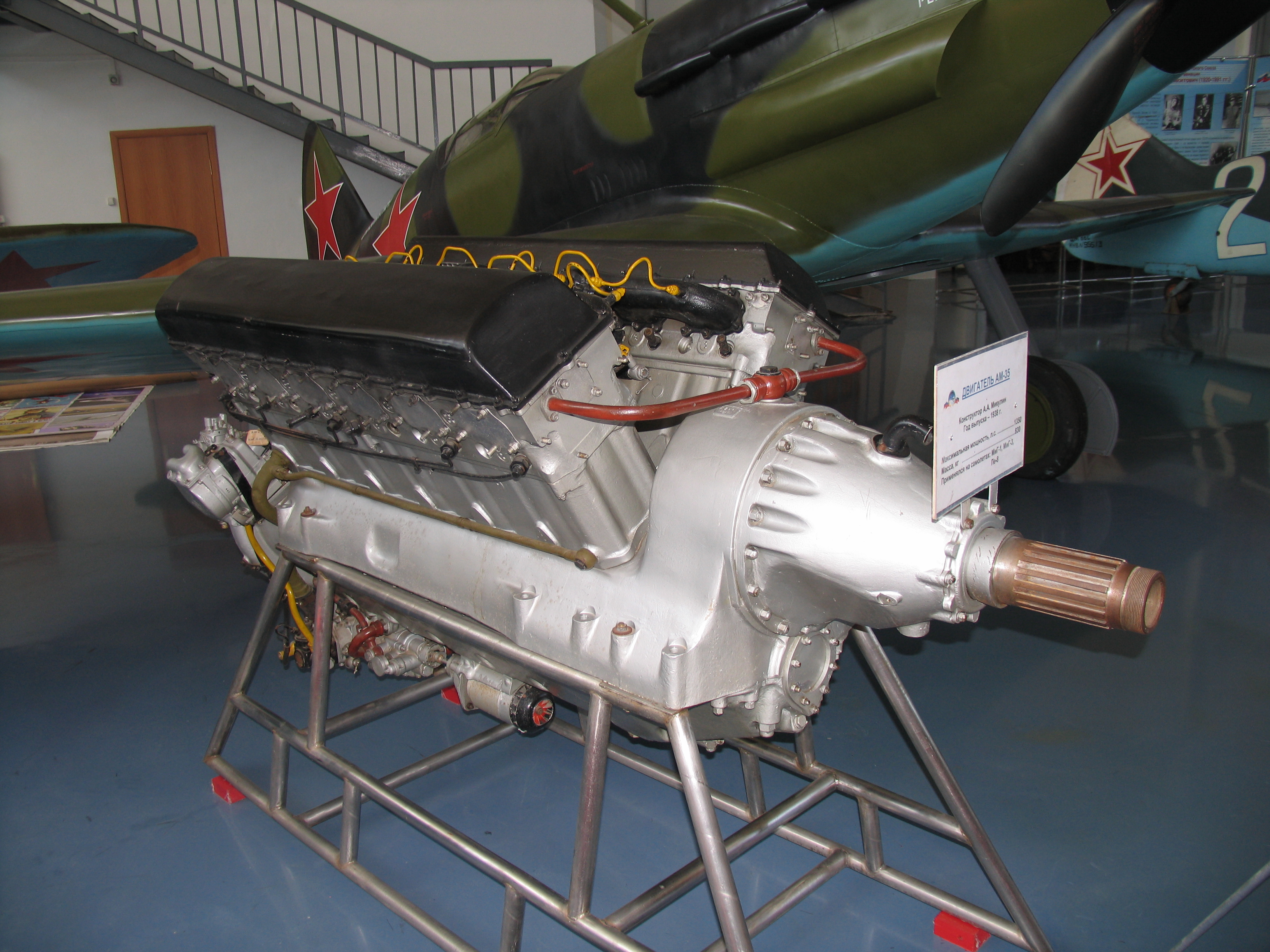
Un Mikulin AM-35 esposto al Museo centrale della Federazione Russa delle aeronautiche militari.

Il MiG-1, così come i prototipi I-200, fu equipaggiato con il motore Mikulin AM-35A (talvolta indicato più semplicemente come M-35): si trattava di un 12 cilindri a V di 60° raffreddato a liquido  progettato dall'OKB 34 diretto da Aleksandr Aleksandrovič Mikulin; era uno dei motori realizzati da Mikulin partendo dal motore tedesco BMW VI.
In particolare l'AM-35A era dotato di compressore a singolo stadio ed era in grado di sviluppare la potenza di 1200 CV (che potevano crescere fino a 1 350 al momento del decollo o per breve periodo in combattimento).
L'impianto di raffreddamento era basato sull'impiego di glicole etilenico, senza pressurizzazione; il radiatore era disposto al di sotto della cabina di pilotaggio con luce del condotto in uscita controllata dal pilota. Erano inoltre presenti due radiatori per l'olio motore, collocati in prossimità delle radici alari e facilmente identificabili per la presenza delle prese d'aria.
L'elica era metallica, tripala, a passo variabile e velocità costante.

### Armamento
Il MiG-1 era armato con due mitragliatrici ShKAS calibro 7,62 mm (ciascuna dotata di 375 proiettili) e una mitragliatrice Berezin UBS calibro 12,7 mm (con dotazione di 300 proiettili). Poiché il motore AM-35 non era stato realizzato per potervi alloggiare un cannone sparante attraverso il mozzo dell'elica, si dovette ricorrere ad armi di minor calibro, che furono sistemate al di sopra dell'unità motrice; ciò fu considerato uno dei principali difetti dei primi caccia MiG.
Nella sezione esterna delle semiali era presente una rastrelliera per l'aggancio di bombe, in grado di supportare l'impiego di ordigni FAB-50 o FAB-100, rispettivamente da 50 o 100 kg.

## Impiego operativo
Equipaggiato con motore dotato di compressore, il MiG-1 era, almeno inizialmente, destinato a compiti di intercettazione alle quote operative più elevate ma scontava la sua ridotta autonomia annoverata tra i difetti rilevati nel corso delle prove di volo (e che sarebbero stati affrontati solamente con l'avvio della produzione del MiG-3).
Mentre il numero di esemplari di MiG-1 prodotti è noto, la maggior parte delle fonti reperite non fornisce particolari indicazioni circa lo loro assegnazione ai reparti o il numero di velivoli in forza alla PVO al momento dell'invasione tedesca dei territori sovietici; per altro la maggior parte degli aerei da caccia in forza alla V-VS era costituita da biplani I-15, I-15bis (o I-152) e I-153 e dai più recenti monoplani I-16. Solamente in un caso si riporta che 89 esemplari risultavano consegnati al 31 IAP (appartenente al Distretto Difesa del Baltico) e al 41 IAP (Distretto Difesa Occidentale).
Inevitabilmente anche i MiG-1 subirono considerevoli perdite a partire dalle prime ore del 22 giugno del 1941, posto che nel primo giorno di guerra 1 200 aerei sovietici andarono distrutti, due terzi dei quali al suolo. Risulta sorprendente che uno di questi aerei sia sopravvissuto fino al 1944, anno in cui risulta radiato dai reparti della V-VS.

## Versioni
- I-200, I-61 o Kh: designazioni riferite ai primi tre prototipi.
- MiG-1: designazione relativa alla produzione di serie, costituita da 100 esemplari che presentavano modifiche marginali rispetto ai prototipi.
- MiG-3: evoluzione del progetto originale, cui fu assegnata la nuova denominazione.

## Utilizzatori
Unione Sovietica
- Voenno-vozdušnye sily SSSR

### Annotazioni
1. ↑  La denominazione del "costruttore" risulta scritta in modo diverso da quella del "progettista" poiché nel secondo caso la traslitterazione del cognome è effettuata secondo il sistema della traslitterazione scientifica, impiegato come standard convenzionale nelle pagine di Wikipedia in lingua italiana.
2. ↑  In russo «Самолёт Х», che le fonti di lingua inglese traslitterano come «Samolyot Kh».
3. ↑  In russo «Опытно Конструкторское Отдел» (OКO), traslitterato in «Opytno Konstruktorskoe Otdel» da cui la sigla «OKO-1».
4. ↑  In russo «Государственный Авиационный Завод» (ГАЗ), traslitterato in «Gosudarstvennyj Aviacionnyj Zavod» («GAZ»).
5. ↑  Dal russo «И-61», sigla di «Изделие 61» (traslitterato «Izdelie 61») cioè «Prodotto 61».
6. ↑  Dal russo «И-200», sigla relativa a «Истребитель 200» (traslitterato «Istrebitel’ 200») cioè «Aereo da caccia 200».
7. ↑  Per altro l'URSS era già coinvolta nella guerra d'inverno contro la Finlandia.
8. ↑  Dal russo «ИАП» («Истребительный Авиационный Полк», traslitterato «Istrebitel’nyj Aviacionnyj Polk») cioè «Reggimento d'Aviazione da Caccia»
9. ↑  Dal russo «Научно-исследовательский институт» («НИИ») traslitterato «Naučno-issledovatel’skyj institut» («NII»)
10. ↑  Dal russo «Народный Комиссариат Авиационной Промышленности» («НКАП») traslitterato «Narodnyj Komissariat Aviacionnoj Promyšlennosti» («NKAP»)
11. ↑  La sigla «ФАБ» era l'abbreviazione di «Фугасная Авиационная Бомба», traslitterato in «Fugasnaja Aviacyonnaja Bomba», letteralmente «bomba aeronautica altamente esplosiva»
12. ↑  Sigla relativa alla «Protivovozdušnogo Oborona», in russo «Противовоздушного Оборона» («ПВО»), sostanzialmente «Forze di difesa aerea».

### Fonti
1. ↑  Микояна и Гуревича МиГ-1, in "Уголок неба".
2. 1 2 3 4 5  Gunston e Gordon, 1998, p. 14.
3. 1 2 3 4  Butowski e Miller, 2003, p. 40.
4. 1 2  Gunston e Gordon, 1998, p. 16.
5. 1 2 3  Pilawskii, 2004, p. 77.
6. 1 2 3 4 5 6  Butowski e Miller, 2003, p. 41.
7. 1 2 3  Gunston e Gordon, 1998, p. 17.
8. 1 2 3 4 5  Pilawskii, 2004, p. 79.
9. ↑  Butowski e Miller, 2003, p. 42.
10. ↑  Gunston e Gordon, 1998, p. 18.
11. ↑  Pilawskii, 2004, p. 80.
12. 1 2 3  Gordon e Dexter, 2003, p. 16.
13. 1 2 3 4  Gordon e Dexter, 2003, p. 18.
14. ↑  Pilawskii, 2004, p. 82.
15. ↑  Weal, Weal e Baker, 1977, p. 211.
16. ↑  Morgan, 1997, p. 31.
17. ↑  Gunston e Gordon, 1998, p. 20.
18. ↑  Gordon e Dexter, 2003, p. 14.
19. 1 2  Gordon e Dexter, 2003, p. 15.
20. ↑  Butowski e Miller, 2003, p. 43.